# 寬眼魯氏魚
寬眼魯氏魚，為黑頭魚科的其中一種，為深海魚類，分布於中西太平洋蘇祿海海域，深度622-1412公尺，體長可達23.4公分，棲息在中層水域，生活習性不明。

## 扩展阅读
維基物種上的相關：寬眼魯氏魚